# Попов, Илья Алексеевич
Илья́ Алексе́евич Попо́в (род. 19 июня 2000, Моршанск, Тамбовская область, Россия) — перспективный российский боксёр-любитель и профессионал, выступающий в лёгкой и в первой полусредней весовых категориях. Мастер спорта России международного класса, чемпион России(2024),двукратный серебряный (2022, 2023) и бронзовый (2020) призёр чемпионата России, чемпион Юношеских Олимпийских игр (2018), серебряный призёр чемпионата мира среди молодёжи (2018), чемпион Европы среди молодёжи (2018), победитель международных и национальных первенств в любителях.

## Биография
С пяти лет начал заниматься боксом. Тренировки проводит в Спортивной школе олимпийского резерва № 2 «Центр единоборств имени Е. Т. Артюхина» под руководством отца, Алексея Евгеньевича Попова. Обучается тренерскому делу.

## Любительская карьера
В июне 2016 года стал чемпионом Европы среди юниоров в Капошваре (Венгрия), в весе до 52 кг, где он в финале по очкам (3:0) победил грузина Алика Кипиани.

### 2018 год
В 2018 году Попов стал победителем чемпионата России среди молодёжи. Затем в апреле стал чемпионом Европы среди молодёжи в городе Розето-дельи-Абруцци (Италия).
А в августе завоевал серебряную медаль чемпионата мира среди молодёжи в Будапеште (Венгрия), в весе до 64 кг, где он только в финале уступил кубинцу Идальберто Умару.
В октября 2018 года стал чемпионом III юношеских Олимпийских игр в Буэнос-Айресе (Аргентина), в финале одолев соперника из Казахстана Талгата Шайкена в весовой категории до 64 кг.
И решением заседания Федерации бокса России был признан лучшим боксёром страны 2018 года.

### 2019 год
В сентябре 2019 года впервые участвовал во взрослом чемпионате мира в Екатеринбурге, прошёл соперников в двух раундах соревнования, но в четвертьфинале проиграл единогласным решением судей со счётом 0:5 опытному кубинцу Энди Крусу — который в итоге стал чемпионом мира в весе до 63 кг.

### 2020 год
В декабре 2020 года стал бронзовым призёром чемпионата России в весе до 63 кг, попутно поучаствовав в скандале, когда в полуфинале первоначально получил победу раздельным решением судей над туляком Ильёй Шакировым, но после протеста представителей тульской команды, главная судейская комиссия пересмотрела бой и изменила решение в пользу Ильи Шакирова — который в итоге завоевал серебро, в финале проиграв оренбуржцу Габилу Мамедову.

### 2021 год
В феврале 2021 года стал победителем в весе до 63 кг представительного международного турнира «Странджа» проходившего в Софии (Болгария), победив в финале молдаванина Александру Параскива.
А в апреле 2021 года завоевал бронзу на международном турнире «Кубок Губернатора Санкт-Петербурга».

## Профессиональная карьера
Собирался дебютировать на профессиональном ринге ещё в середине 2021 года, но несколько раз планируемый дебютный бой в профессионалах отменялся и переносился.
И 4 февраля 2023 года в Серпухове (Россия) Попов начал профессиональную карьеру, единогласным решением судей победив опытного узбекского боксёра Шохруха Ашурова (3-2-1).

## Статистика профессиональных боёв
В таблице перечислены результаты всех поединков боксёров.
В каждой строке указан результат поединка. Дополнительно номер поединка обозначен цветом, который обозначает итог поединка. Расшифровка обозначений и цветов представлена в нижеследующей таблице.
| Пример | Расшифровка                     |
| ------ | ------------------------------- |
|        | Победа                          |
|        | Ничья                           |
|        | Поражение                       |
|        | Планируемый поединок            |
|        | Поединок признан несостоявшимся |
| КО     | Нокаут                          |
| ТКО    | Технический нокаут              |
| PTS    | Решение судей (по очкам)        |
| UD     | Единогласное решение судей      |
| MD     | Решение большинства судей       |
| SD     | Раздельное решение судей        |
| RTD    | Отказ от продолжения боя        |
| DQ     | Дисквалификация                 |
| NC     | Поединок признан несостоявшимся |

| 1 поединок, 1 победа (0 нокаутом). | 1 поединок, 1 победа (0 нокаутом). | 1 поединок, 1 победа (0 нокаутом). | 1 поединок, 1 победа (0 нокаутом). | 1 поединок, 1 победа (0 нокаутом).                            | 1 поединок, 1 победа (0 нокаутом). | 1 поединок, 1 победа (0 нокаутом).                    |
| Бой                                | Рекорд                             | Дата боя                           | Соперник                           | Место проведения боя                                          | Раундов, время                     | Дополнительно                                         |
| ---------------------------------- | ---------------------------------- | ---------------------------------- | ---------------------------------- | ------------------------------------------------------------- | ---------------------------------- | ----------------------------------------------------- |
| 1                                  | 1-0                                | 4 февраля 2023                     | Шохрух Ашуров (3-2-1)              | Дворец спорта «Надежда», Серпухов, Московская область, Россия | UD 6 (6)                           | Дебют в профессиональном боксе. Счёт: 60-54 (трижды). |

## Спортивные результаты
- Летние юношеские Олимпийские игры 2018 — ;
- Чемпионат мира среди молодёжи 2018 года[англ.] — ;
- Чемпионат Европы среди молодёжи 2018 года — ;
- Чемпионат России среди молодёжи 2018 года — ;
- Международный турнир «Странджа»[англ.] 2021 года — ;
- Международный турнир «Кубок Губернатора Санкт-Петербурга» 2020  года — ;
- Чемпионат России по боксу 2020 года — ;
- Чемпионат России по боксу 2022 года —